# آبل گومبا
آبل گومبا (انگلیسی: Abel Goumba; زاده ۱۸ سپتامبر ۱۹۲۶ – درگذشته ۱۱ مهٔ ۲۰۰۹) سیاست‌مدار اهل جمهوری آفریقای مرکزی بود. وی از مارس ۲۰۰۳ تا دسامبر ۲۰۰۳ نخست‌وزیر این کشور بود.
آبل گومبا در ۱۱ مه ۲۰۰۹، در سن ۸۲ سالگی درگذشت.